# Microdrive (Bandlaufwerk)

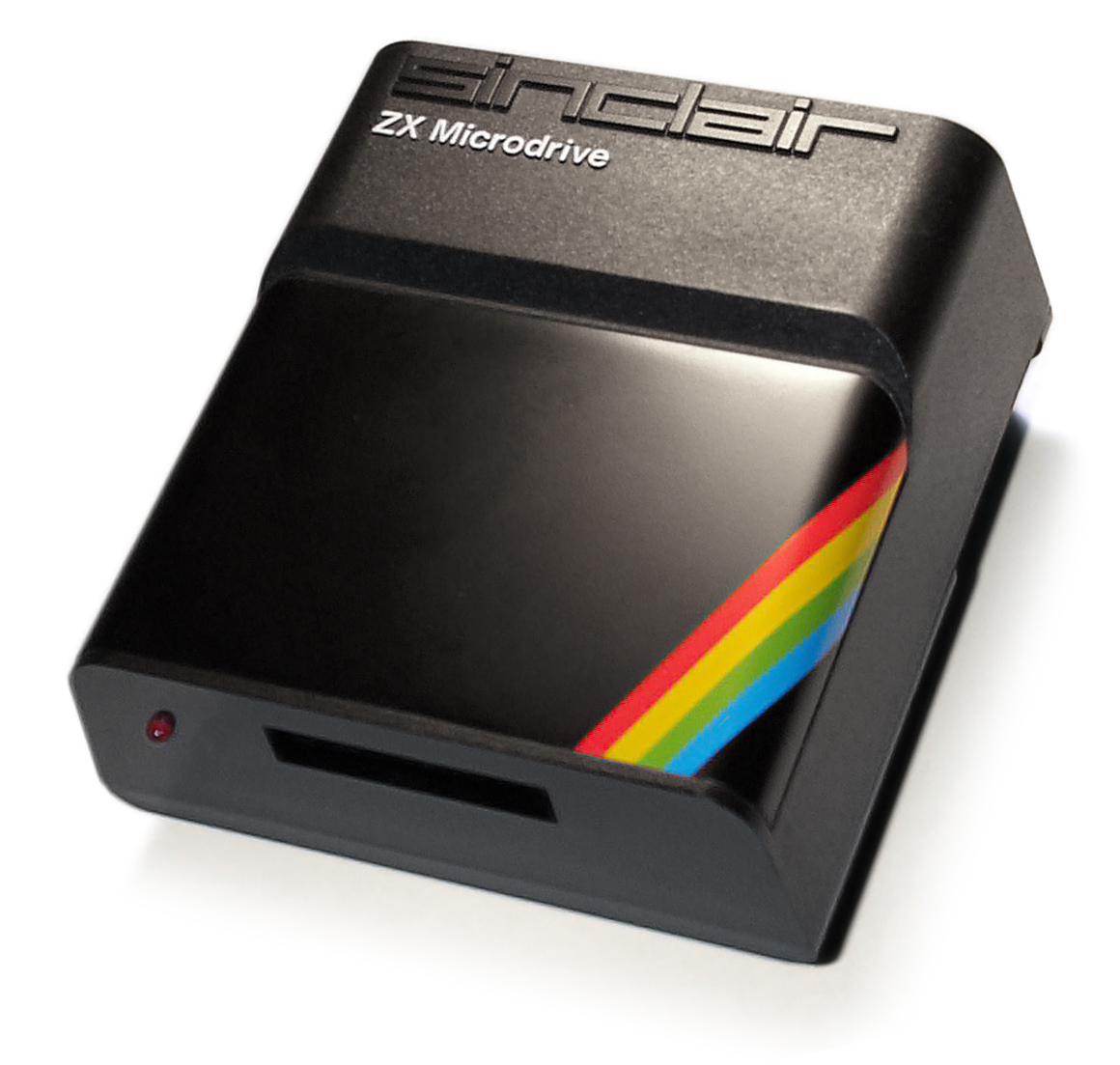
ZX Microdrive

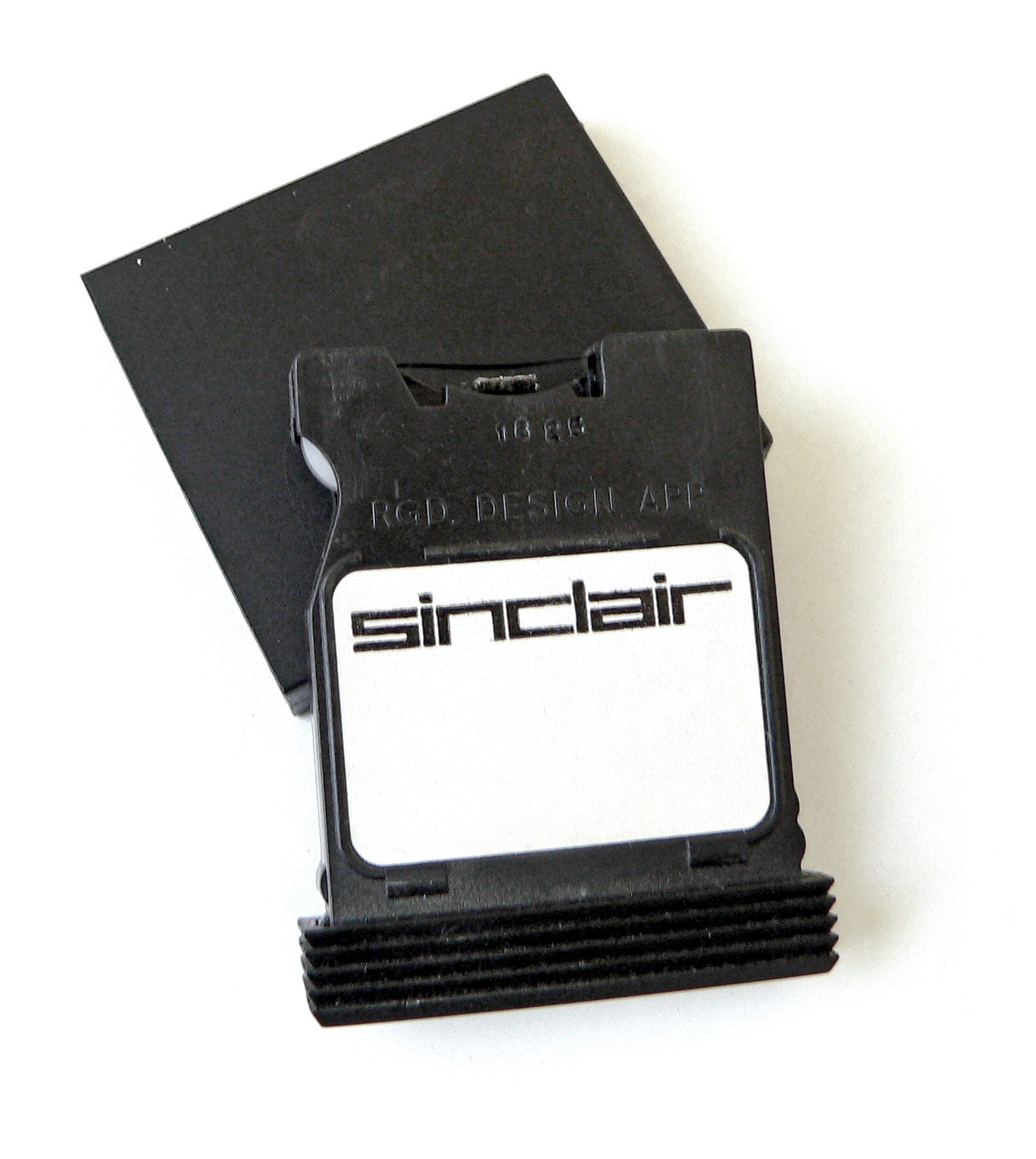
ZX Microdrive-Datenträger

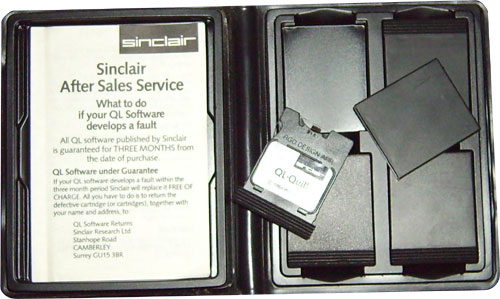
QL Microdrive-Datenträger

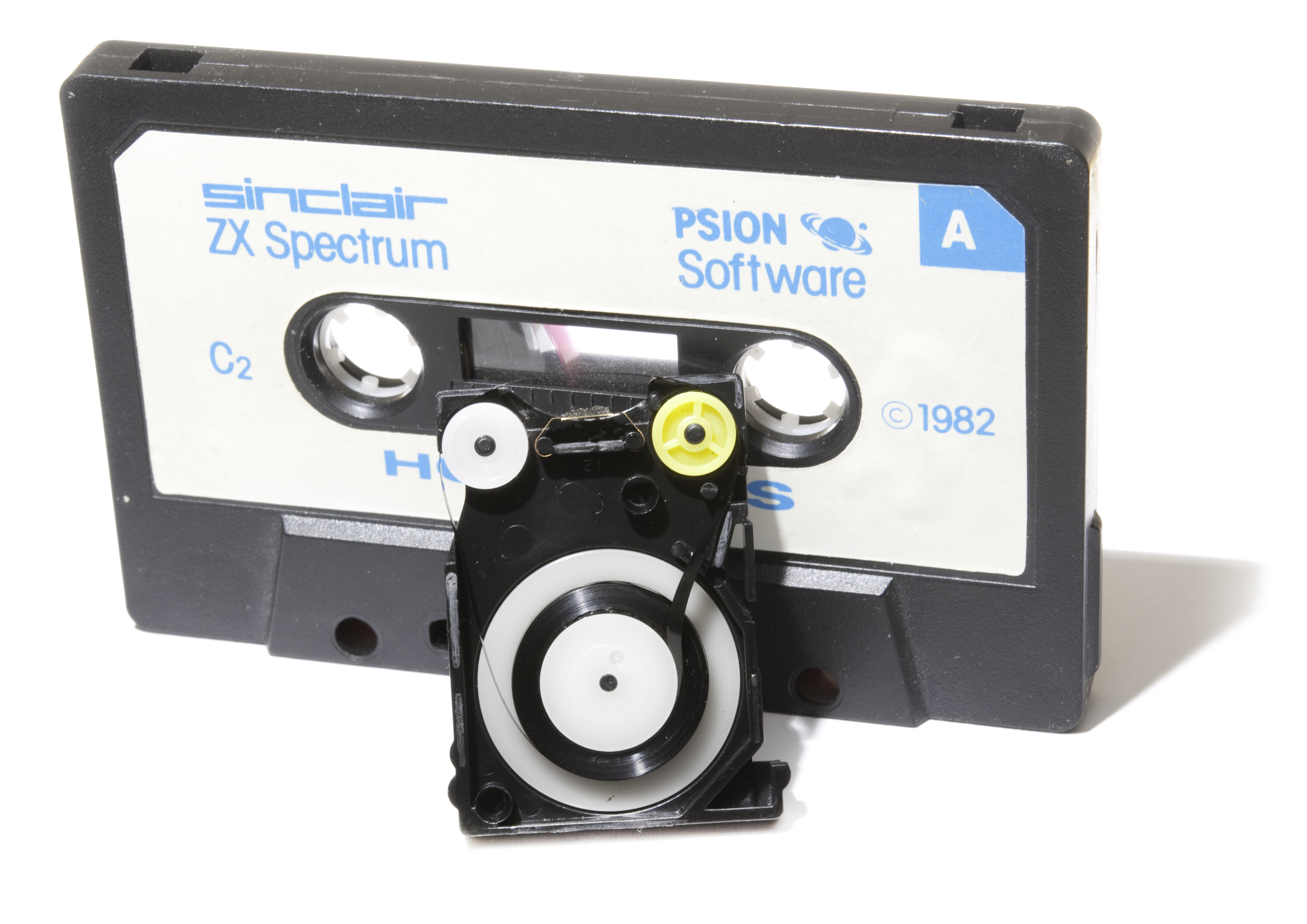
Geöffneter Microdrive-Datenträger im Größenvergleich mit einer Kompaktkassette

Der ZX Microdrive ist ein Bandgerät zur magnetischen Massenspeicherung von Daten, das von der Firma Sinclair Research im Juli 1983 für den Heimcomputer ZX Spectrum auf den Markt gebracht wurde und als kostengünstigere Alternative zu Diskettenlaufwerken angepriesen wurde. Der Microdrive speichert die Daten auf einzelnen austauschbaren Datenträgern (etwa 5 cm × 3,5 cm × 0,5 cm), die wie ein Steckmodul in das Microdrive gesteckt werden. In dem Datenträger befindet sich, vergleichbar der 8-Spur-Kassette, ein zu einer Endlosschleife verbundenes Chromdioxidband, halb so breit wie das in den zu jener Zeit populären Audio-Kompaktkassetten. Ein vollständiger Durchlauf des Bandes dauert 7,5 Sekunden. Jeder Datenträger hat eine Speicherkapazität von 100 KB bei einer Transferrate von 16 KB pro Sekunde. Aufgrund des Laufgeräusches und der unüblichen Konstruktionsweise wurde dieses Band damals im Jargon gerne als „rasender Schnürsenkel“ betitelt. Die Stringy floppy für den TRS-80 funktionierte nach einem ähnlichen Prinzip.
Im Laufwerk dient ein nur mechanisch (zur Bandführung) modifizierter Stereo-Tonkopf zum Lesen und Schreiben der Daten. Die Miniaturisierung der mechanischen Teile führt zum schnellen Verschleiß, und die Spezialkassette wird schnell unzuverlässig und schließlich unbrauchbar. Die einzelnen Datenträger waren vergleichsweise teuer. Das ZX Microdrive benötigt zum Anschluss an den ZX Spectrum das sogenannte ZX Interface 1 als Controller. Diese Erweiterung, die auch noch serielle Schnittstellen und eine rudimentäre Netzwerk-Funktionalität bietet, wurde meist zusammen mit dem eigentlichen Microdrive verkauft.
Die Microdrive-Technik wurde später auch für den Sinclair-QL-Computer verwendet. Der Hauptentwickler des Microdrive war Ben Cheese. Dabei waren die Microdrives selbst folgender Weiterentwicklung unterworfen:
- Der ZX Spectrum und die damals bei Heimcomputern üblichen Kassettenlaufwerke unterstützen die bei Bandlaufwerken übliche sequenzielle Speicherung. Der QL dagegen speichert jedoch genau die bei Diskettenlaufwerken bekannte Einteilung in Sektoren mit netto 512 Byte, ein dynamisch-flexibles Dateiverzeichnis und eine der DOS-Clustertabelle vergleichbare, sogenannte Sector Map (das Microdrive-Format benutzt einen Sektor pro Cluster, das damit ansonsten identische Format auf den QL-Floppy-Disks mit 720 KB benutzt drei Sektoren pro Cluster).
- Wegen dieses Unterschieds der extern verbauten unterschiedlichen Controller werden auf einem Datenträger 85 kB (Spectrum) bzw. etwa 110 kB (QL) gespeichert.
- Bei der Formatierung werden schadhafte Sektoren vom QL erkannt und automatisch per Eintrag in der Sektor Map aus dem Verkehr gezogen.
- Im Gegensatz zum FAT-System bei MS-DOS hat das Wurzelverzeichnis keine feste, sondern eine variable Länge.
- Die Daten in der Sector Map sind für spezielle Tricks des QL-Betriebssystems optimiert: Anders als bei MSDOS-Rechnern wird bei einem größeren Leseauftrag jeder am Lesekopf gerade vorbeikommende Cluster, der zu diesem Auftrag gehört, in beliebiger Reihenfolge sofort eingelesen und im Arbeitsspeicher passend eingefügt. So kann auch eine fragmentierte Datei in längstens einem einzigen Bandschleifendurchlauf (etwa 7,5 Sekunden) vom Microdrive eingelesen werden. Defragmentierung unterstützen Spectrum und QL dagegen nicht.